# Artpop (album)
Artpop of ARTPOP is het vierde studioalbum van de Amerikaanse electropopsinger-songwriter Lady Gaga. Het album werd op 11 november 2013 uitgebracht via de labels Interscope, Universal, Cherry Tree en KonLive. Zij werkte in 2011, 2012 en 2013 aan het album en deed dit samen met producers RedOne, DJ White Shadow en Zedd.
Op 12 augustus 2013 werd de eerste single van het album uitgebracht. Deze is getiteld Applause.

## Achtergrond
Lady Gaga noemde haar bewonderaars haar inspiratiebron. Zij vertelde haar fans via de post ook dat zij het zijn die haar inspireerden.
Tijdens het iTunes Festival op 1 september werden de nummers Applause, ARTPOP, Aura, Jewels & Drugs, Manicure, Sex Dreams en Swine uitgevoerd, die afkomstig zijn van het nieuwe album. Lady Gaga heeft op zaterdag 14 september via de sociale media laten weten dat het album zich in de afrondende fase bevindt.
Op 3 november 2013 lekte het album al uit op het internet. Het album was drie dagen daarna, op 6 november al verkrijgbaar in Japan. Het album komt in een paar landen uit op 8 november, en wereldwijd op 11 november.

## Opname en productie
Tijdens The Born This Way Ball Tour begon ze met het schrijven van nieuwe nummers voor haar derde studioalbum.
In augustus 2012 maakte Gaga bekend dat het album de titel Artpop meekreeg en in twee delen wordt vrijgegeven.

## Singles
- Applause werd de eerste single van het album, dat werd uitgebracht op 12 augustus 2013. De single was eerst gepland voor 19 augustus, maar doordat korte delen van het nummer in slechte kwaliteit uitlekten via het internet, werd de verschijningsdatum verschoven naar 12 augustus.[7] De videoclip kwam uit op 19 augustus.[8] Ter promotie werd het nummer uitgevoerd tijdens de MTV Video Music Awards van 2013 en het iTunes Festival op 1 september.
- Do What U Want werd als de tweede single van het album uitgebracht op 21 oktober 2013. Venus zou eerder echter de tweede single worden, maar doordat Do What U Want in meer dan 60 landen op nummer 1 stond in iTunes, werd het toch de tweede single.
- Na een periode van mediastilte werd er bekendgemaakt dat G.U.Y. de derde single werd. Deze werd uitgebracht op 28 maart, samen met de videoclip G.U.Y. - An ARTPOP Film, waar de liedjes Artpop, Venus en MANiCURE in voorkwamen.

### Promotiesingles
- Venus werd als promotiesingle uitgebracht op 27 oktober 2013. De single zou eerst de tweede single worden, maar werd toch een promotiesingle.
- Dope werd op 4 november ook als promotiesingle uitgebracht.

## Promotie
In december 2012 maakte Gaga samen met Terry Richardson een documentaire over haar leven, en de totstandkoming van Artpop. Met de uitgave van het album verschijnt er ook een app. Via deze app is het album vanaf 11 november ook te streamen. 
Tijdens de MTV Video Music Awards op 25 augustus 2013 werd Applause uitgevoerd.
Ook ging de zangeres op tournee met de ArtRave : The Artpop Ball Tour van mei 2014 tot november 2014. 

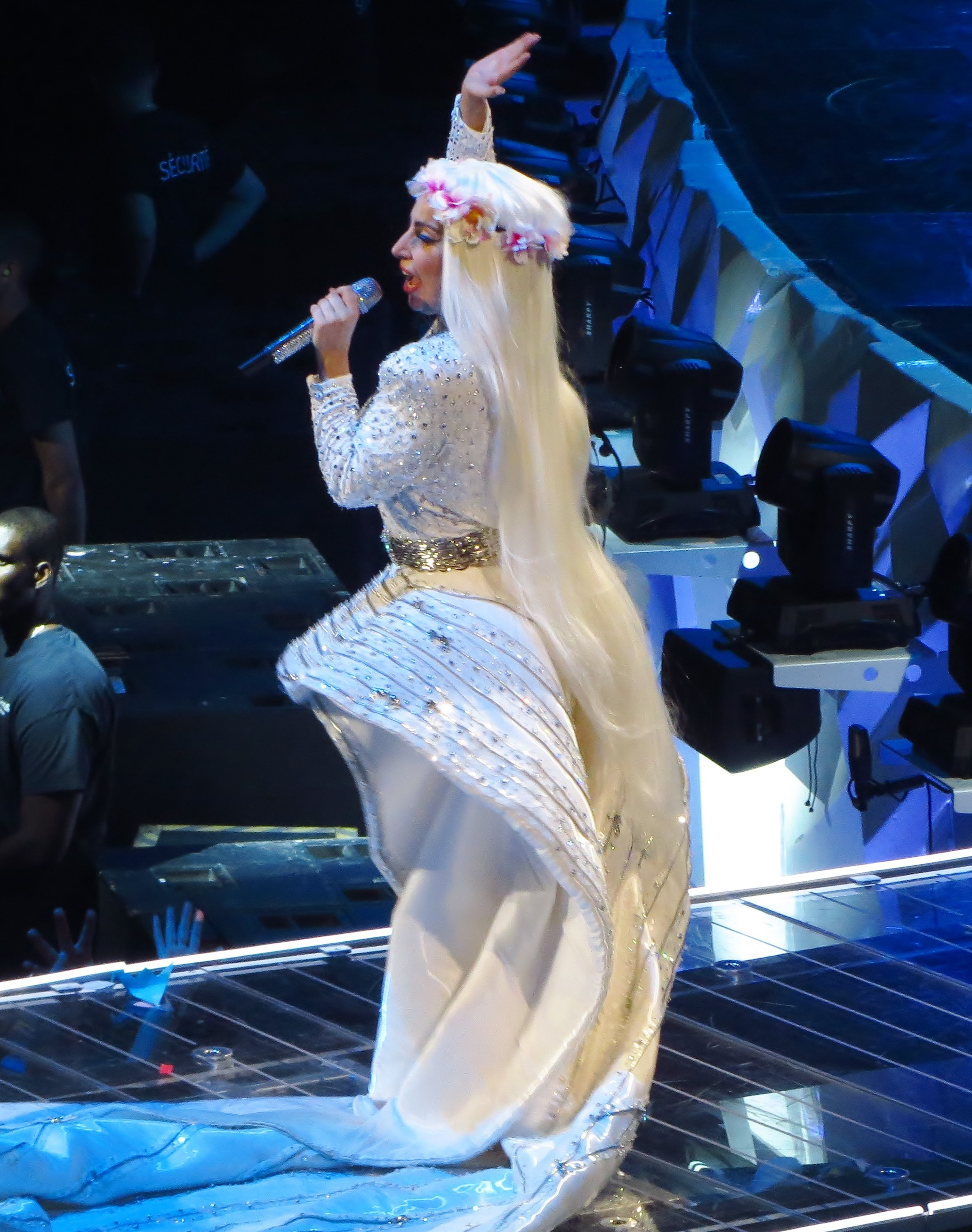
Gaga zingt "Gypsy " tijdens de ArtRave: The Artpop Ball

## Tracklist
| Nr. | Titel                                           | Schrijver(s)                                   | Producer(s)                                              | Duur |
| --- | ----------------------------------------------- | ---------------------------------------------- | -------------------------------------------------------- | ---- |
| 1.  | Aura                                            | Lady Gaga, Anton Zaslavski, Infected Mushroom  | Lady Gaga, Zedd                                          | 3:55 |
| 2.  | Venus                                           | Lady Gaga                                      | Lady Gaga                                                | 3:53 |
| 3.  | G.U.Y.                                          | Lady Gaga                                      | Lady Gaga                                                | 3:52 |
| 4.  | Sexxx Dreams                                    | Lady Gaga                                      | Lady Gaga, Paul Blair                                    | 3:34 |
| 5.  | Jewels N' Drugs (met T.I., Too Short en Twista) | Lady Gaga, Paul Blair, T.I., Too Short, Twista | Lady Gaga, Paul Blair                                    | 3:48 |
| 6.  | MANiCURE                                        | Lady Gaga, Paul Blair                          | Lady Gaga, Paul Blair                                    | 3:19 |
| 7.  | Do What U Want (met R. Kelly)                   | Lady Gaga                                      | Lady Gaga                                                | 3:47 |
| 8.  | ARTPOP                                          | Lady Gaga, Paul Blair                          | Lady Gaga, Paul Blair                                    | 4:07 |
| 9.  | Swine                                           | Lady Gaga, Paul Blair                          | Lady Gaga, Blair                                         | 4:28 |
| 10. | Donatella                                       | Lady Gaga                                      | Lady Gaga                                                | 4:24 |
| 11. | Fashion!                                        | Lady Gaga                                      | Lady Gaga, Will.i.am                                     | 3:59 |
| 12. | Mary Jane Holland                               | Lady Gaga, Madeon                              | Lady Gaga, Madeon                                        | 4:37 |
| 13. | Dope                                            | Lady Gaga, Rick Rubin                          | Lady Gaga, Rick Rubin                                    | 3:41 |
| 14. | Gypsy                                           | Lady Gaga, RedOne, Leclercq                    | Lady Gaga, Madeon                                        | 4:08 |
| 15. | Applause                                        | Lady Gaga, Paul Blair                          | Lady Gaga, Blair, Dino Zisis, Nick Monson, Martin Bresso | 3:32 |